# Ophion sibiricus
Ophion sibiricus är en stekelart som först beskrevs av Szepligeti 1905.  Ophion sibiricus ingår i släktet Ophion och familjen brokparasitsteklar. Inga underarter finns listade i Catalogue of Life.